# Brigades nautiques et fluviales
Ne doit pas être confondu avec Gendarmerie maritime.
Les brigades nautiques (BN) et les brigades fluviales (BF) sont des unités de la gendarmerie nationale française spécialisées dans les constatations judiciaires sous l’eau et le contrôle du transport fluvial. Ces unités exercent également d'autres missions en rapport avec cet environnement (contrôle de la pêche, lutte contre la pollution, renseignement, secours, missions militaires…).

## Organisation
En 2016, les brigades nautiques côtières (BNC), répartie sur le littoral français, les 4 brigades nautiques intérieures (BNI) et les 14 brigades fluviales de gendarmerie (BFG), coordonnées par le commandement de la gendarmerie des voies navigables (CGVN), dépendent des groupements de gendarmerie départementale (GGD). Leurs zones de compétence judiciaire sont réparties par zone de défense et de sécurité.
- Zone de défense et de sécurité Nord (Lille)
  - BNC Calais (Pas-de-Calais) : vedette d’intervention Eulimène[2]. La brigade territoriale de Saint Valéry dispose également d'une vedette[3].
  - BFG Douai (Nord) : créée le 1er août 2016 (transfert de La Bassée)
  - BFG Noyon (Oise) : créée le 15 juillet 2005, sa zone de compétence judiciaire s'étend également au département de Seine-et-Marne[4].

- Zone de défense et de sécurité Ouest (Rennes)[5]
  - BFG Rouen (Seine-Maritime)[6] : créée le 1er septembre 2012 (transfert de Le Grand-Quevilly), sa zone de compétence judiciaire s'étend également au département des Yvelines[4]
  - BNC de Ouistreham (Calvados) : 1 vedette neuve de 11,6 mètres de long pouvant embarquer 6 personnes et 2 embarcations légères pouvant embarquer 3 à 6 personnes[7].
  - BNC de Granville (Manche)[8] : créée le 15 août 2004, embarcation semi-rigide Roche Noire de 8,7 m et équipée de deux moteurs de 250 chevaux, reçue en 2018.
  - BNC Lézardrieux (Côtes-d'Armor) : créée le 15 août 2004, 3 canots rigides de surveillance du littoral[9]
  - BNC Roscoff (Finistère)[10] : créée le 1er août 2006.
  - BNC La Forêt Fouesnant (Finistère)[10] : créée le 1er juillet 2010 (transfert de Bénodet), vedette Méaban
  - Brigade nautique côtière de Quiberon (Morbihan) : créée le 15 août 2004, 3 pilotes de vedette, 6 spécialisés en milieu subaquatique (plongeurs)[11], doté d'un demi-rigide de 11,60 m Plexaure et d'un canot projetable White Shark de 7 mètres et 180 CV
  - BNC de Pornic (Loire-Atlantique) : créée le 15 août 2004
  - BFG Nantes (Loire-Atlantique) : créée le 15 août 2004
  - BFG Saint-Gilles-Croix-de-Vie (Vendée)[12] : créée le 15 août 2004
  - BFG Saint-Pierre-des-Corps (Indre-et-Loire) : créée le 15 août 2004

- Zone de défense et de sécurité Sud-Ouest (Bordeaux)
  - BNC d'Arcachon (Gironde) : sa zone de compétence judiciaire s'étend également aux départements du Lot, de l’Aveyron, de Tarn-et-Garonne, du Tarn, du Gers, de la Haute-Garonne, de l’Ariège et des Hautes-Pyrénées[4].
  - CBN (communauté de brigades nautiques) La Rochelle (Charente-Maritime)[13]
    - BNC La Rochelle : 5 sous-officiers
    - BNC La Tremblade : créée le 1er mars 2019 (transfert de Royan)[14]

- Zone de défense et de sécurité Sud (Marseille)
  - BNC Saint-Cyprien (Pyrénées-Orientales) : créée le 15 août 2004
  - BNC Leucate (Aude) : créée le 1er avril 2005
  - BNC Marseillan (Hérault)[15] :
  - BNC Grau-du-Roi (Gard)[16] : créée le 15 août 2004.
  - Brigade fluviale et nautique de Port Saint Louis du Rhône (Bouches-du-Rhône)[17] : créée le 1er septembre 2011.
  - BNC Martigues (Bouches-du-Rhône)[17] : créée le 15 août 2004.
  - BNC Roquebrune-les-Issambres (Var) : créée le 15 août 2004
  - BNC Le Lavandou (Var) : créée le 1er juin 2008
  - BNC d’Antibes (Alpes-Maritimes) : créée le 15 août 2004
  - BNI Embrun (Hautes-Alpes) : créée le 15 août 2004
  - BNC Ajaccio (Corse-du-Sud) : créée le 15 août 2004, basée sur la BAN Aspretto depuis 2015, 7 militaires (plongeurs) et 3 officiers de police judiciaire, dotée d'1 vedette Kelt White shark de 7,20 mètres, puissance 200 CV, 1 semi-rigide zodiac de 7,50 mètres, puissance 200 CV (surveillance de l'île de Cavallo durant les mois de juillet et août), 1 véhicule léger de liaison, 1 véhicule 4x4 pour la mise à l'eau et les terrains difficiles, 1 fourgon pour les équipements de plongée[18].
  - BNC Bastia (Haute-Corse) : créée le 15 août 2004

- Zone de défense et de sécurité Sud-Est (Lyon)
  - BFG Villefranche-sur-Saône (Rhône) : créée le 1er janvier 2007
  - BFG Valence (Drôme) : créée le 1er janvier 2007
  - BNI Aix-les-Bains (Savoie) : créée en le 1er mars 2007.
  - BNI Évian-les-Bains (Haute-Savoie) : crée le 1er décembre 1991 (4 sous-officiers et 2 gendarmes auxiliaires à sa création)

- Zone de défense et de sécurité Est (Strasbourg)
  - BFG Metz (Moselle) : créée le 1er août 2012, les 8 gendarmes sont dotés de 2 vedettes basées au nouveau port de Metz. La vedette des voies navigables de France (VNF) Le Vigilant est mise à sa disposition l'automne et l'hiver, car mieux adaptée aux basses températures[19].
  - BFG Gambsheim (Bas-Rhin) : créée en 1974. Fait partie de la compagnie de gendarmerie fluviale franco-allemande sur le Rhin créée le 9 mars 2012. Cette compagnie dispose alors de 26 gendarmes français et par 29 policiers allemands, est dotée de 3 vedettes françaises, de 2 vedettes allemandes, et d'un sonar[20].
  - BFG Strasbourg (Bas-Rhin) : créée le 1er octobre 1968
  - BFG Vogelgrun (Haut-Rhin) : créée en 1969, l'effectif de huit gendarmes a doublé avec l'arrivée de 8 policiers allemands de Breisach lors de la création de la compagnie de gendarmerie fluviale franco-allemande sur le Rhin[21]; lors de son officialisation le 6 juillet 2022, cette dernière compte 27 gendarmes français et 30 policiers allemands[22].
  - BNI Dienville (Aube) : créée le 1er octobre 2006, intervient notamment sur les lacs d’Orient
  - BFG Saint-Jean-de-Losne (Côte-d'Or) : créée le 15 janvier 2007, sa zone de compétence judiciaire s'étend également au département du Rhône[4]

- Zone de défense et de sécurité Paris
  - BFG Conflans-Ste-Honorine (Yvelines) : créée en septembre 1976, sa zone de compétence judiciaire s'étend également aux départements de l’Eure, de la Seine-Maritime, de l’Aube, du Loiret, d’Eure-et-Loir, de l’Yonne et de l’Oise[4].

- Centre national d'instruction nautique de la gendarmerie (CNING) : implanté à la caserne du Petit-Arsenal à Antibes (Alpes-Maritimes)[23]

- Commandement de la gendarmerie outre-mer (CGOM)
  - COMGEND de la Martinique : BNC Le Marin
  - COMGEND de la Guadeloupe :
    - BNC Pointe-à-Pitre : créée en 1990, embarcation Karukéra
    - BNC Gourbeyre : créée le 1er janvier 2004

  - COMGEND de la Guyane : BNC Matoury, créée le 1er juin 2009 (transfert de Cayenne)
  - COMGEND de la Réunion : BNC Le Port, créée le 1er février 2001
  - COMGEND de Mayotte : BNC Pamandzi, créée le 1er mars 2004
  - COMGEND de la Nouvelle-Calédonie : BNC Nouméa, créée le 1er juin 1995
  - COMGEND de la Polynésie française : BNC Papeete, créée en 2001

### Brigades nautiques dissoutes
- Brigade nautique de Basse-Terre (Guadeloupe) : créée en 1991 à Sainte-Claude et dissoute le 1er janvier 2004, création corrélative à celle de Gourbeyre.
- Brigade nautique de Saint-Pol-de-Léon (Finistère) : créée le 15 août 2004 et dissoute le 1er août 2006, création corrélative à celle de Roscoff.
- Brigade nautique d'Hyères (Var) : créée le 15 août 2004 et dissoute le 1er juin 2008, création corrélative à celle du Lavandou.
- Brigade nautique de La Trinité (Martinique) : dissoute le 1er octobre 2008.
- Brigade nautique de Cayenne (Guyane) : créée en 1992 et dissoute le 1er juin 2009, création corrélative à celle de Matoury.
- Brigade nautique de Bénodet (Finistère) : dissoute le 1er juillet 2010, création corrélative à celle de La Forêt-Fouesnant.
- Brigade nautique de Fécamp (Seine-Maritime) : créée le 15 août 2004 et dissoute le 1er avril 2010.
- Brigade nautique de Saint-François (Guadeloupe) : créée le 1er novembre 2005 et dissoute le 1er mars 2011.
- Brigade fluviale de Grand-Quevilly[5] : dissoute le 1er septembre 2012, création corrélative à celle de Rouen.
- Brigade nautique de Fort-de-France (Martinique) : dissoute en 2014 (arrêté du 10 octobre 2014).
- Brigade nautique de Crozon (Finistère) : créée en 1991 et dissoute en 2014 (arrêté du 12 août 2014), création corrélative à celle de Telgruc-sur-Mer.
- Brigade nautique de Saint-Valery-sur-Somme (Somme) : créée le 1er janvier 2007 et dissoute le 1er août 2015, remplacée par un noyau nautique (BTA Saint-Valery-sur-Somme) dotée d’un bateau avec « véhicule de mise à l’eau ».
- Brigade nautique d'Hendaye (Pyrénées-Atlantiques) : créée le 1er octobre 2007 et dissoute le 1er août 2015.
- Brigade nautique de La Ciotat (Bouches-du-Rhône) : créée le 1er août 2004 et dissoute le 1er août 2015.
- Brigade fluviale de La Bassée (Nord) : créée le 15 février 2007 et dissoute le 1er août 2016, création corrélative à celle de Douai.
- Brigade nautique côtière d'Agde (Hérault) : créée le 15 août 2004 et dissoute le 1er mai 2017.
- Brigade nautique côtière de Telgruc-sur-Mer[9] : créée le 15 août 2004 et dissoute le 1er août 2018.

## Spécialités

### Pilote de vedette. Peg2
Les gendarmes départementaux qui pilotent ces moyens nautiques notamment les vedettes doivent être titulaire du brevet PEG2. Pilote d'Embarcations Gendarmerie de second degré.
Ce brevet est délivré par le Centre National d’Instruction de la Gendarmerie Maritime (CNIGM)à Toulon 83 après un stage de 5 semaines comprenant de la théorie et de la pratique en mer. Le titulaire du Peg2 se voit délivrer un diplôme et peut porter l'insigne de Peg2.

### Plongeurs
La gendarmerie comprend deux types de plongeurs : les enquêteurs subaquatiques des brigades nautiques et fluviales et les plongeurs d'intervention du GIGN. Le cœur de métier des enquêteurs subaquatiques est l'enquête judiciaire subaquatique. Ils sont formés au centre national d'instruction nautique de la gendarmerie (CNING) à Antibes, où ils obtiennent un « diplôme de technicien investigation subaquatique » (DTIS).
Missions
- Recherche de preuves dans le cadre d'enquêtes judiciaire (découverte de cadavre, armes, munitions, explosifs, objets volés, véhicules, drogues…)
- Recherche de personnes disparues
- Secours de personnes en danger ou sinistrées à la suite de catastrophes naturelles
- Sécurisation et protection de sites pour garantir la protection des biens et des personnes
- Contrôle des activités professionnelles ou de loisirs subaquatiques (chantiers sous marins, clubs de plongée, police des pêches…)
- Renseignement pour autorités civiles ou militaires

Dispositif
Les plongeurs enquêteurs de la gendarmerie sont affectés aux brigades nautiques et fluviales suivantes (2017) :
- Zone Marseille : BN d'Antibes, BN d'Ajaccio, BN de Martigues, BN de Roquebrune, BN d'Agde et BN de St-Cyprien
- Zone Bordeaux : BN d'Arcachon, BN de La Rochelle, BN de Royan
- Zone Rennes : BN de Saint-Gilles-Croix-de-Vie, BF de Nantes, BN de Quiberon, BF de Saint-Pierre des Corps, BN de Lézardrieux, BN de Ouistreham, BF de Rouen
- Zone Paris : BF de Conflans-Ste-Honorine
- Zone Lille : BN de Calais, BF de Noyon
- Zone Metz : BF de Gambsheim, BF de Strasbourg, BF de Vogelgrun, BN de Dienville
- Zone Lyon : BN d'Aix-les-Bains, BF de Valence
- CGOM (Outre-mer)[24] : BN du Marin (Martinique), BN de Pointe-à-Pitre (Guadeloupe), BN de Matoury (Guyane), BN du Port (La Réunion), BN de Pamandzi (Mayotte), BN de Nouméa (COMGEND de la Nouvelle-Calédonie), BN de Papeete (COMGEND de la Polynésie française)
- CEGN : Centre national d'instruction nautique de la gendarmerie (CNING) à Antibes

## Moyens nautiques

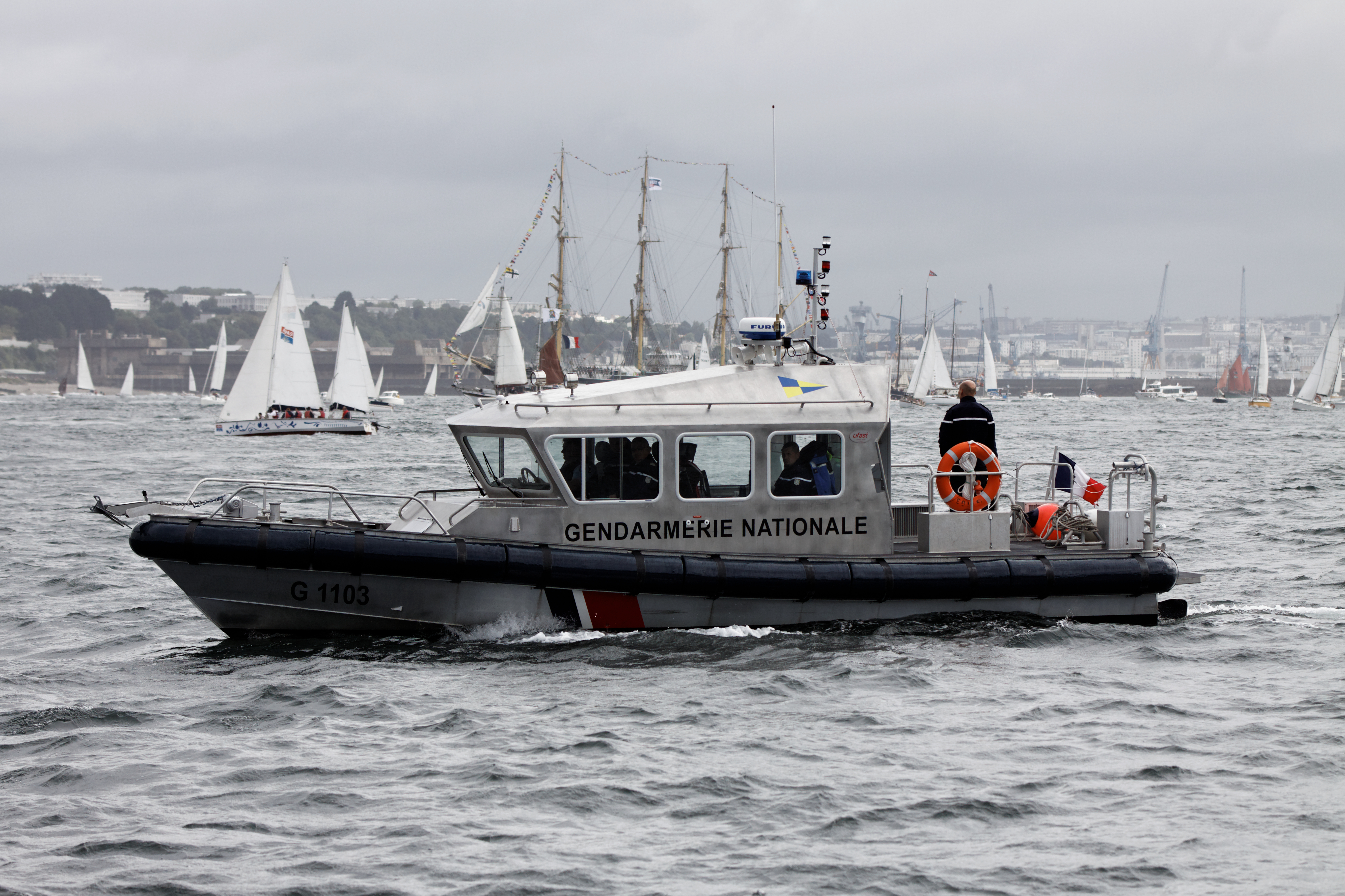
La vedette G1103 Amathée de la brigade nautique de Roscoff[25] durant la grande parade des Tonnerres de Brest 2012.
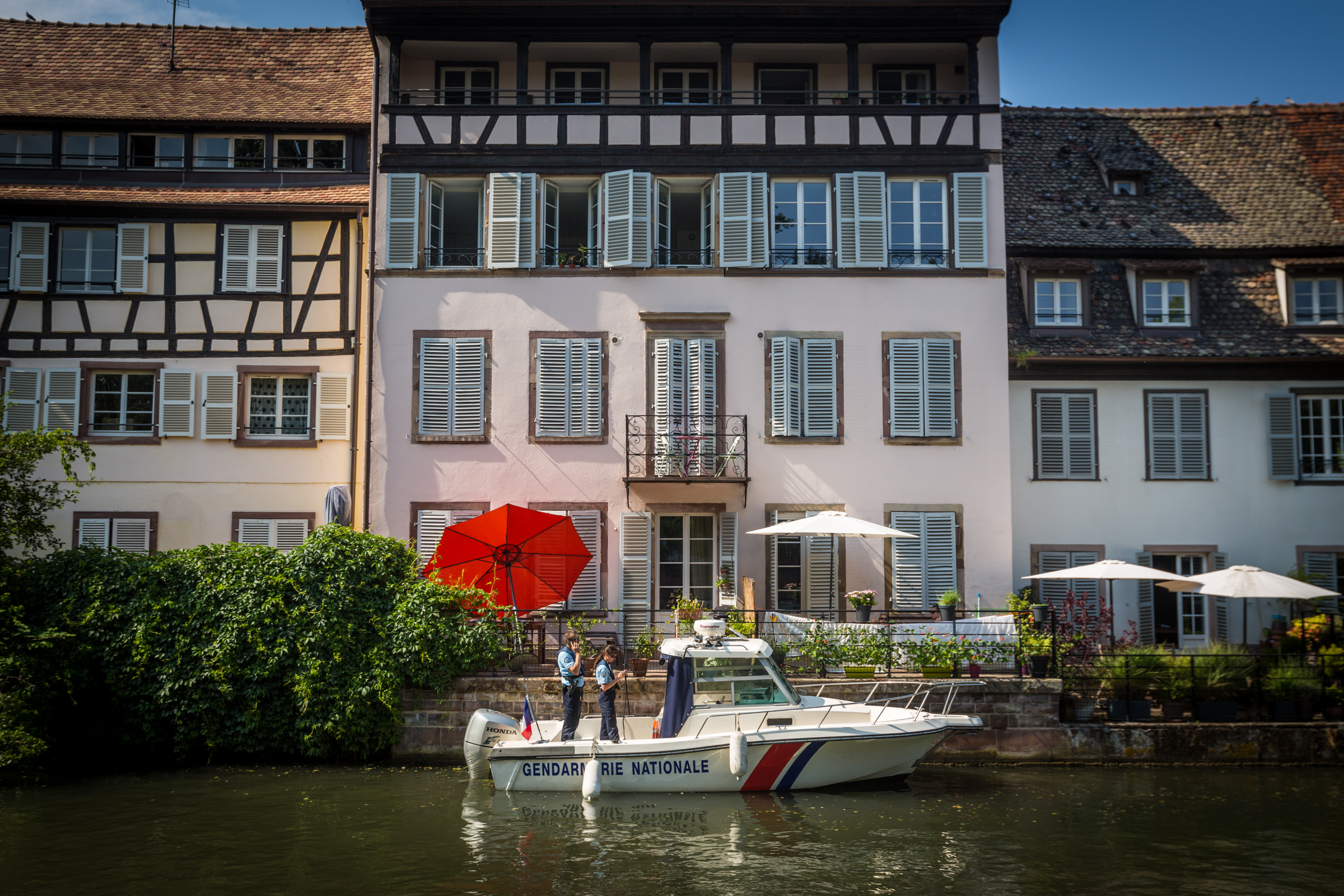
Vedette de la brigade fluviale de Strasbourg en 2015.
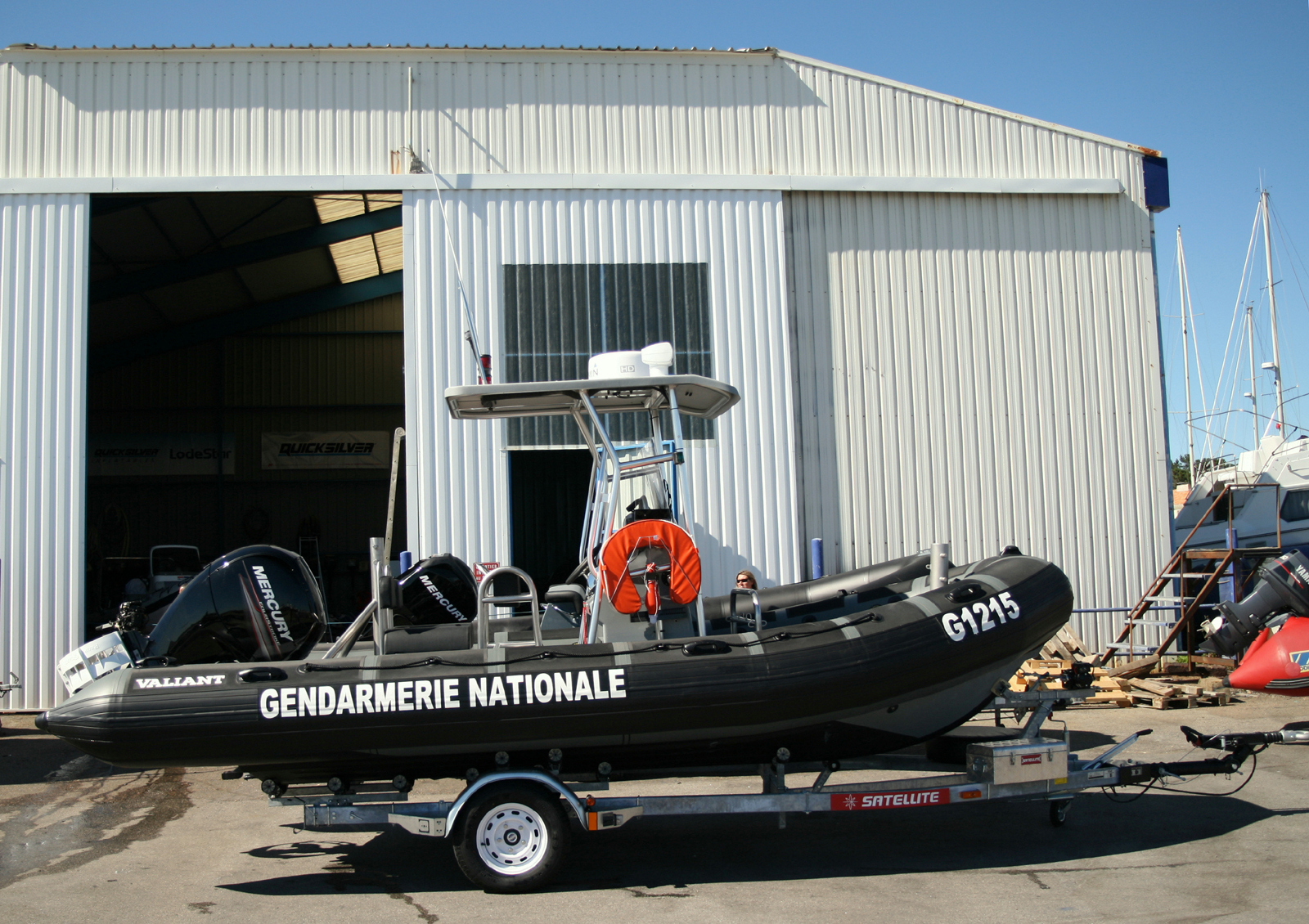
Semi-rigide sur sa remorque à port Bourgenay en 2012
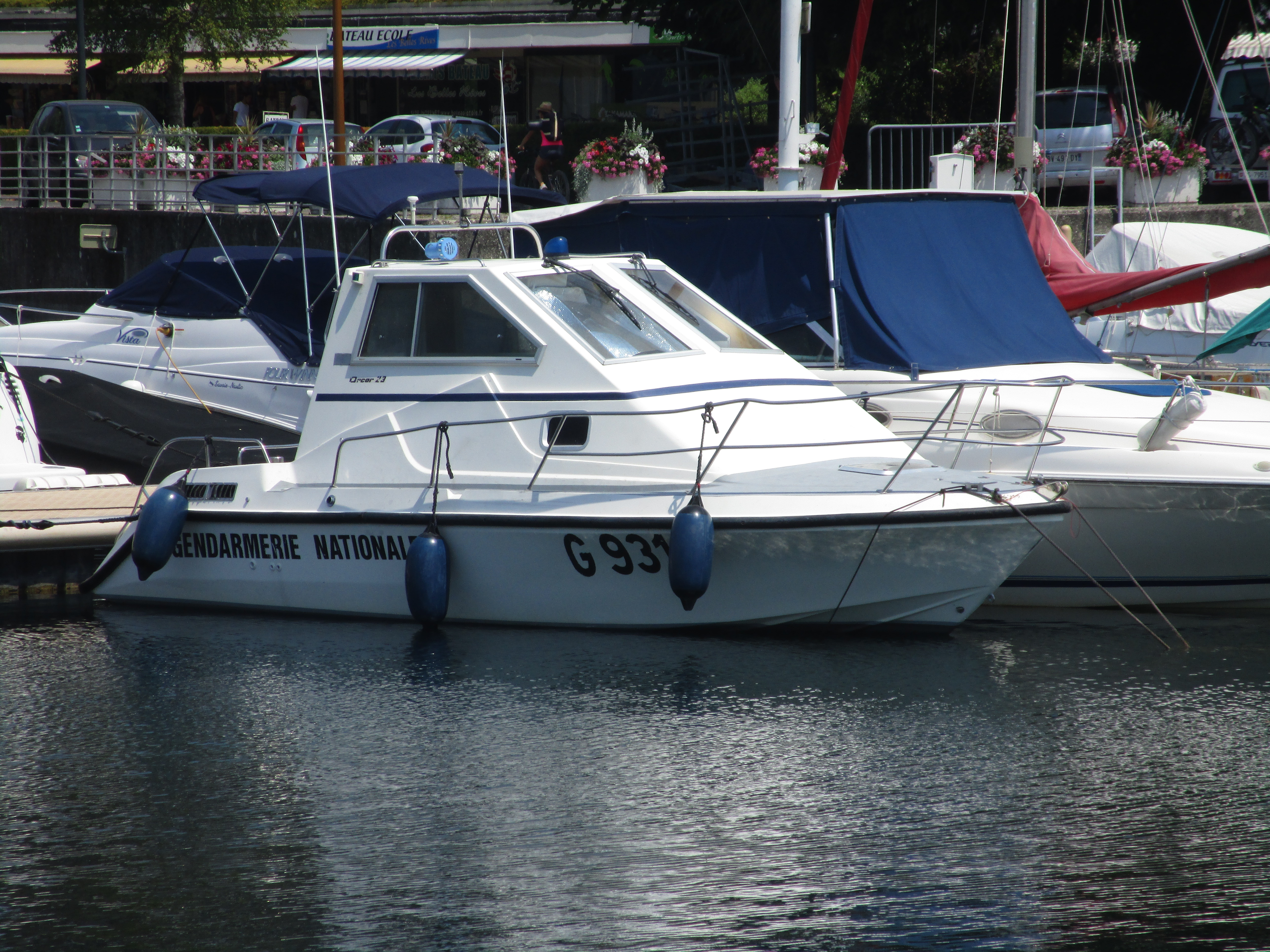
G 931 Orcor 23 à Aix-les-Bains en 2015
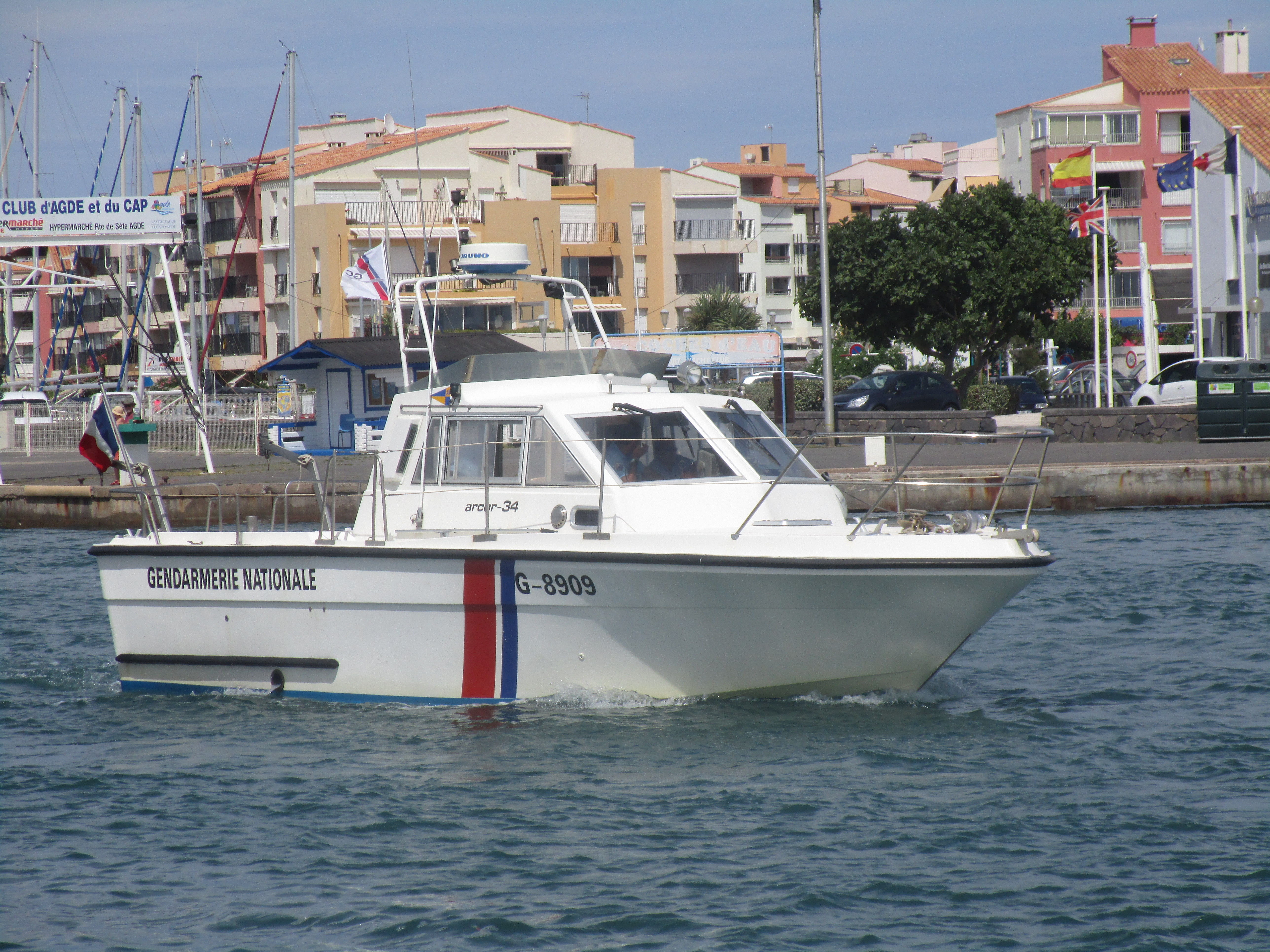
La vedette G 8909 au Cap d'Agde en 2015
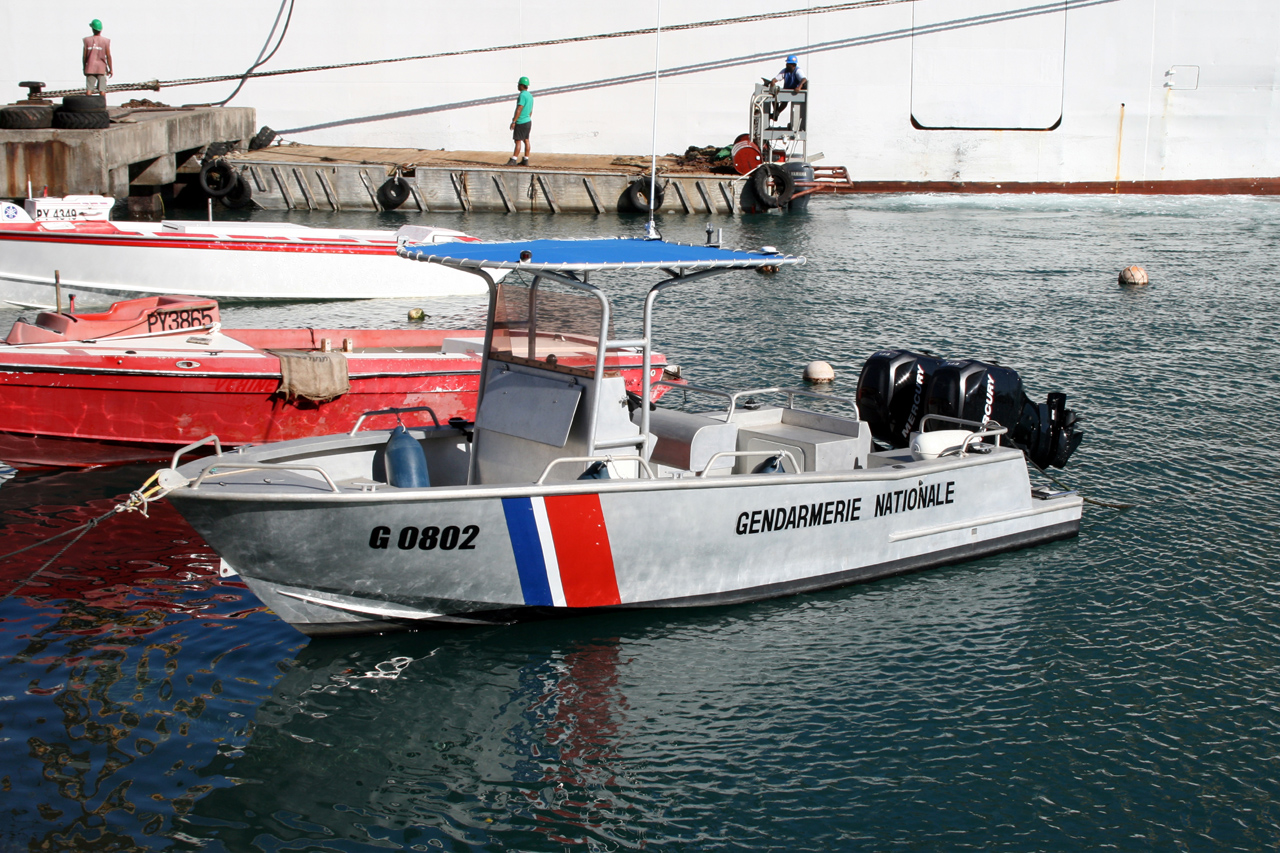
G 0802 à Hakahau sur l'île d’Ua Pou en 2009.